# Urtica pilulifera
La ortiga romana  (Urtica pilulifera) es una especie  de la familia de las urticáceas.

## Descripción
Planta anual, de 30-100 cm de altura, monoica, urticante. Hojas opuestas, base acorazonada. Pecíolo casi tan largo como el limbo, de 2-6 cm de largo, en general margen profundamente aserrado. Nervios del envés muy resaltados, con frecuencia algo vellosos. En cada nudo 4 estípulas. Flores pequeñas, diclinas. Las masculinas con 4 sépalos verdosos y con tricomas y 4 estambres, formando racimos en un eje ramificado. Las femeninas en inflorescencias globulares pedunculadas, algo más grandes que un guisante con 2 sépalos grandes y 2 pequeños y un ovario. Sépalos hinchados y muy vellosos.

## Hábitat
Zonas ricas en sustancias nutritivas no muy secas.

## Distribución
En el Mediterráneo y hasta Asia

## Citología
Números cromosomáticos de Urtica pilulifera  (Fam. Urticaceae) y táxones infraespecificos:
2n=26.
2n=26.

## Sinonimia
- Urtica pilulifera var. genuina Willk. in Willk. & Lange, Prodr. Fl. Hispan. 1:252 (1862), nom. inval.
- Urtica balearica L., Syst. Nat. ed. 10 1265 (1759)
- Urtica pilulifera f. balearica (L.) Webb ex Asch. & Graebn., Fl. Nordostdeut. Flachl. 4:606 (1911)
- Urtica pilulifera var. balearica (L.) Willk. in Willk. & Lange, Prodr. Fl. Hispan. 1: 252 (1862)[3]

## Nombres comunes
- Castellano: ortiga, ortiga de pelotillos, ortiga macho, ortiga pildorera, ortiga romana.[3]

## Galería

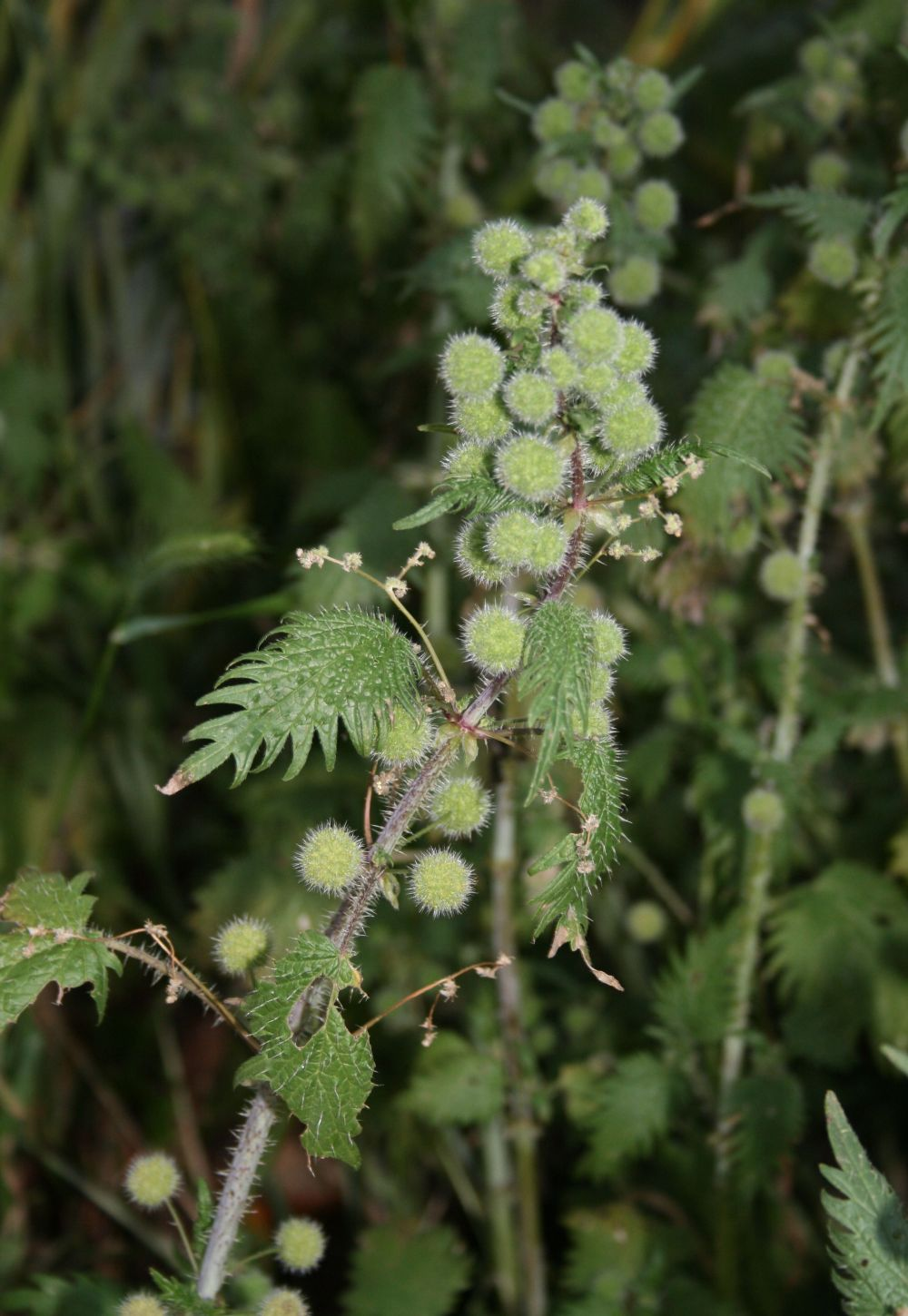
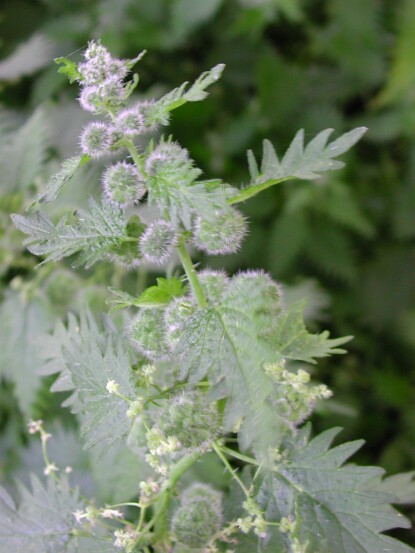
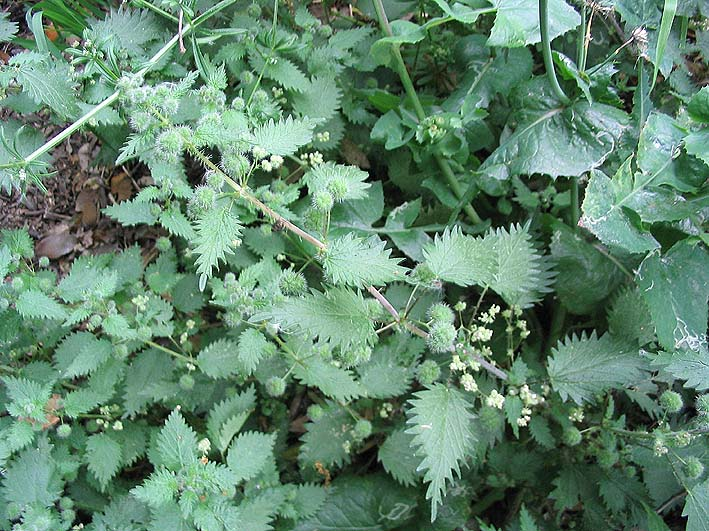
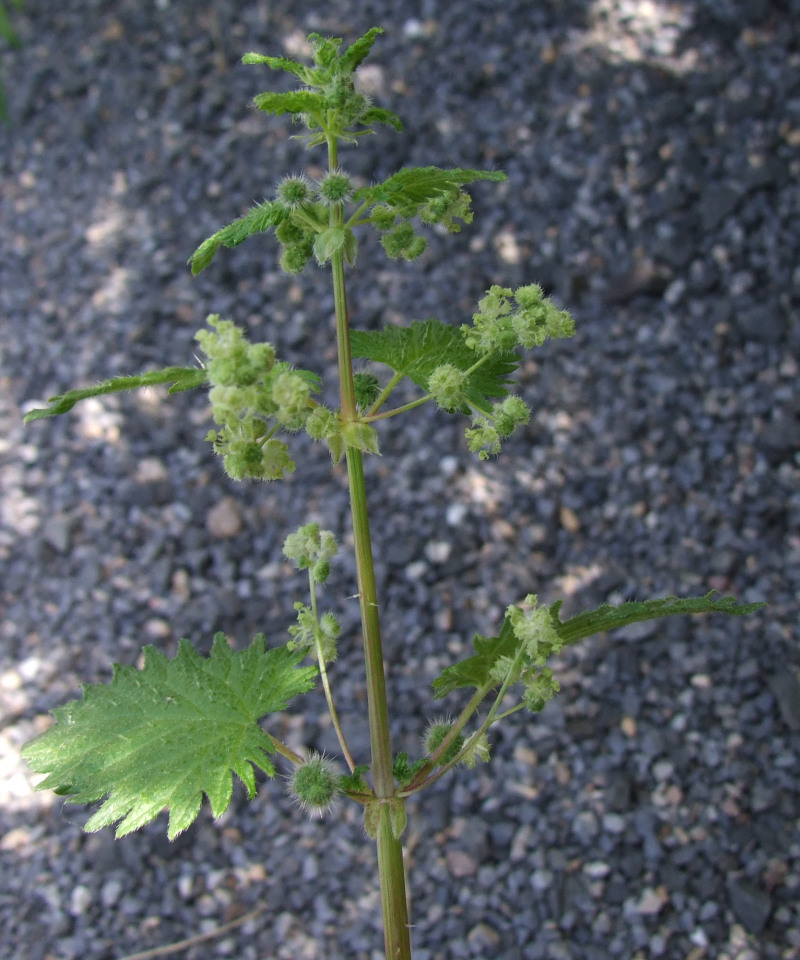